# La meravigliosa favola di Biancaneve
La meravigliosa favola di Biancaneve (Pamuk Prenses ve 7 cüceler) è un film turco del 1970 prodotto dalla Hisar Film e diretto da Ertem Göreç, con Zeynep Değirmencioğlu e Suna Selen. Si tratta di un remake non ufficiale in live-action del film Biancaneve e i sette nani di Walt Disney, a sua volta tratto dall'omonima fiaba dei fratelli Grimm.
Il film è il primo capitolo di una trilogia di pellicole a tema fiabesco con protagonista la giovane stella del cinema turco Zeynep Değirmencioğlu, sceneggiata da Hamdi Değirmencioğlu, padre dell'attrice; proseguita poi con Ayşecik ve sihirli cüceler rüyalar ülkesinde (1971) e La meravigliosa favola di Cenerentola (1971). Ricevette inoltre due premi al Festival internazionale del cinema di Adalia del 1971, come terzo miglior film e come miglior attrice non protagonista a Suna Selen.

## Trama
C'erano una volta, in un antico regno, un re e una regina che purtroppo non avevano figli. Un giorno, mentre cuciva, la regina si punse un dito con l'ago e una goccia di sangue cadde sulla tela di lino che stava ricamando. In quel momento desiderò di avere una bimba con i capelli neri come l'ebano, le labbra rosse come il sangue e la carnagione bianca come la neve. Qualche tempo dopo, la regina diede alla luce una bambina esattamente come l'aveva desiderata e la chiamò Biancaneve. Purtroppo la donna morì subito dopo il parto.
Il re si risposò, ma la nuova regina era crudele e vanitosa, e non poteva sopportare che ci fosse qualcuna più bella di lei. Possedeva uno specchio magico, a cui chiedeva sempre chi era la più bella del reame. Un giorno lo specchio le rispose che Biancaneve era più bella di lei: folle di gelosia, la regina uccise il re per poter avere il controllo assoluto del regno e spogliò Biancaneve del suo titolo relegandola tra la servitù.
Ma la bellezza della fanciulla continuava a tormentarla, così ordinò ad un cacciatore di condurre la giovane nel bosco e di ucciderla, portandole il suo cuore come prova dell'assassinio. Il cacciatore però non ebbe il coraggio di uccidere la dolce Biancaneve, e le disse di fuggire nella foresta per non fare più ritorno al castello. Uccise poi un cervo e portò il suo cuore alla regina, che sembrò soddisfatta.
Biancaneve si rifugiò in una casetta nel folto del bosco, dove abitavano i sette nani, diventando loro amica ed ospite. Ma quando la regina scoprì l'inganno andò su tutte le furie: fece uccidere il cacciatore, sì trasformò in una vecchia, intinse una bellissima mela in un potente veleno e si recò alla casetta dei sette nani. Approfittando dell'assenza dei proprietari, la vecchia convinse Biancaneve a mordere il frutto avvelenato. Un morso e la fanciulla cadde a terra, priva di vita.
I nani, avvisati dagli animaletti del bosco, arrivarono troppo tardi per salvare Biancaneve, ma riuscirono ad inseguire la strega che, nella fuga, precipitò dall'alto di un burrone. Tornati a casa, trovarono Biancaneve sul pavimento, apparentemente morta. La composero in un'urna d'oro e cristallo, e rimasero a vegliarla giorno e notte.
Il principe di un regno vicino, che si era innamorato di Biancaneve poco prima che la fanciulla venisse cacciata dal castello, trovandola dopo averla cercata a lungo, e credendola morta, le si avvicinò per darle l'ultimo bacio. Quel bacio ruppe l'incantesimo della regina, Biancaneve si risvegliò tra la gioia dei sette nani e del principe, che la condusse al suo castello e ne fece la sua sposa.

## Personaggi
- Biancaneve: è una principessa bellissima, dolce, altruista e dal cuore d'oro. Purtroppo la sua vita cambia quando morto il padre si trova a fare la sguattera, inoltre quando la regina cerca di ucciderla è costretta a fuggire. Nonostante questo non perde mai la sua bontà, cosa che l'aiuterà a stringere amicizia con i sette nani, nei quali troverà l'affetto di una vera famiglia. Tuttavia a causa della sua bontà si dimostra a volte ingenua. Alla fine riesce a vivere felice e contenta con il suo Principe.
- Principe azzurro: è un principe di un regno vicino, coraggioso e gentile, che si innamora di Biancaneve a prima vista e che da allora cerca in tutti i modi di proteggere dalla regina. Alla fine riuscirà a vivere insieme a lei il loro amore.
- Dotto: è il capo dei sette nani e il più saggio. È sempre pronto a dare dei buoni consigli a Biancaneve e a proteggerla.
- Brontolo: è il più scontroso e irascibile dei sette nani. All'inizio non è contento della presenza di Biancaneve in casa, nonostante lei sia buona anche con lui, ma alla fine capisce di volerle bene.
- Gongolo: è sempre allegro e ride sempre. È quello che più di tutti si affeziona a Biancaneve.
- Pisolo: ha sempre sonno.
- Eolo: starnutisce sempre.
- Mammolo: è il nano più timido.
- Cucciolo: è il nano più giovane. A differenza della versione animata, in questa trasposizione è in grado di parlare.
- Cacciatore: è una guardia del castello con un uncino al posto della mano. Viene incaricato dalla regina di uccidere Biancaneve, ma non riesce a farlo e la risparmia facendola scappare. A causa di questo verrà giustiziato.
- Re: è il padre di Biancaneve. È buono e giusto e ama molto la figlia, purtroppo però finisce avvelenato dalla regina.
- Regina Buona: è la madre di Biancaneve. È buona e giusta e ha sempre desiderato un figlio. Quando nasce Biancaneve il suo desiderio diventa realtà, ma purtroppo poco dopo la nascita della figlia, muore lasciandola sola.
- Nutrice: è la governante di Biancaneve. È molto legata alla Principessa che cerca sempre di proteggere. Alla fine verrà uccisa dalla regina.
- Regina malvagia: è la matrigna di Biancaneve. È bellissima ma avida, crudele, narcisista e vanitosa. All'insaputa di tutti è anche una strega potente. Quando scopre dal suo specchio magico che la figliastra è più bella di lei, prima la fa diventare una schiava e poi cerca di ucciderla in tutti i modi per tornare ad essere la più bella del reame, senza mai riuscirci.

## Produzione
Nel corso della sua carriera Zeynep Değirmencioğlu interpretò circa quaranta film vestendo i panni di Ayşecik (Piccola Ayse), una sorta di stereotipo della brava ragazza acqua e sapone della porta accanto. La maggior parte di questi film vennero sceneggiati dal padre dell'attrice, Hamdi Değirmencioğlu.
A partire dagli anni settanta Değirmencioğlu iniziò ad interpreteare Ayşecik anche in trasposizioni di racconti classici. Dopo Biancaneve seguirono infatti: il mago di Oz con Ayşecik ve sihirli cüceler rüyalar ülkesinde (1971) e La meravigliosa favola di Cenerentola (1971). Nel 1971 l'attrice interpretò inoltre Hayat Sevince Güzel, un libero adattamento di Pollyanna ambientato negli anni settanta in Turchia. 
Un'altra costante di questi film era la presenza di alcuni attori ricorrenti come Suna Selen, Aydın Babaoğlu, Nuri Turgut, Ali Abas Bayer, Harun Atalay e Tayar Yildiz.

## Distribuzione

### Date di uscita
- 14 febbraio 1971 in Turchia
- 31 marzo 1972 in Italia[1]

### Edizione italiana
La versione italiana del film fu prodotta dalla Clodio Cinematografica. Il doppiaggio venne effettuato con la partecipazione della S.A.S. Società Attori Sincronizzatori e diretto da Renato Cominetti. Inoltre la colonna sonora originale venne sostituita con un nuovo commento musicale ad opera di Gianni Mazzucca. Le canzoni vennero eseguite da Nora Orlandi e dal suo coro di voci bianche "I monelli". La colonna sonora italiana del film fu pubblicata nel 1972 da Edizioni Musicali C.A.M. (codice di catalogo SAG 9042). Nel 1979 le canzoni Ciuffi ciuffi cià e Il mondo sembra in festa vennero pubblicate nel singolo Il gioco di Biancaneve (AMP 223).

### Edizioni home video
Il film è stato successivamente distribuito in VHS dalla Cine Video International. 

## Riconoscimenti
- 1971 - Festival internazionale del cinema di Adalia
  - Nomination Miglior film
  - Miglior attrice non protagonista